# Pine Lake (Georgia)
Pine Lake – miasto w Stanach Zjednoczonych, w stanie Georgia, w hrabstwie DeKalb.